# کفشک خال‌چشمی اندونزی

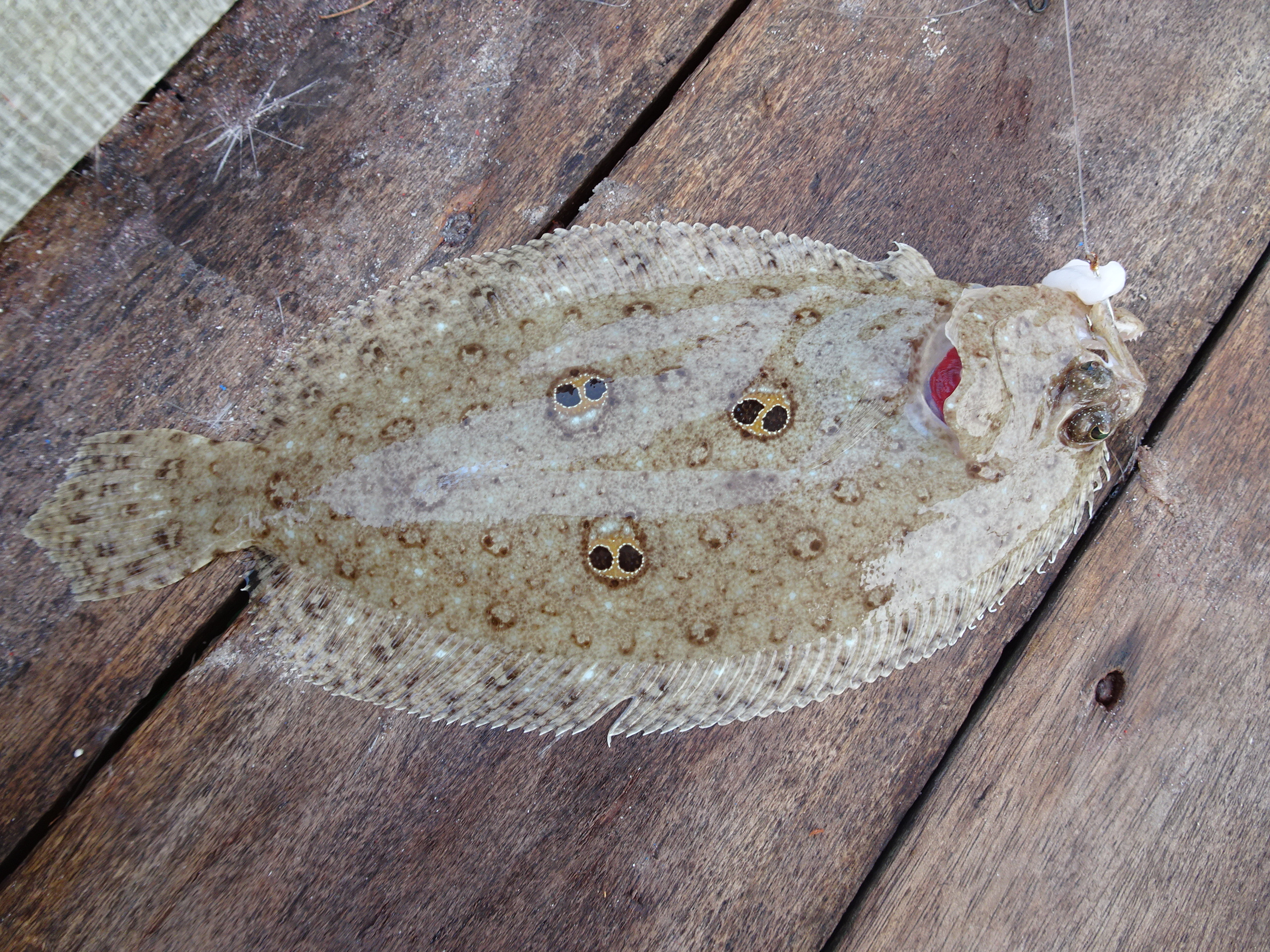
کفشک خال‌چشمی اندونزی/ Psammodiscus ocellatus

کفشک خال‌چشمی اندونزی (نام علمی: Psammodiscus ocellatus) نام یک گونه از راسته کفشک‌ماهی است.